# Theodor Mommsen

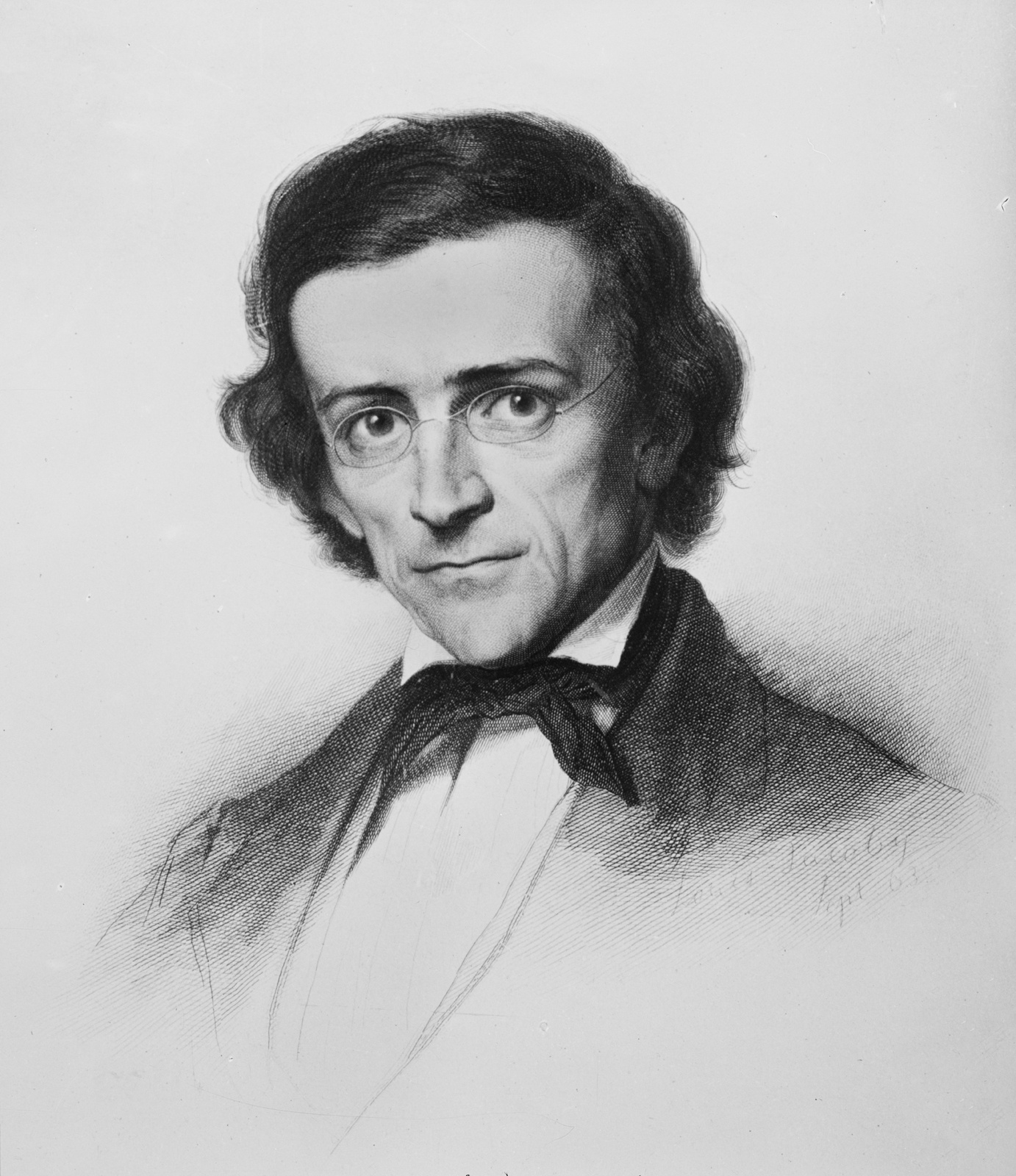
Mommsen retratado por Louis Jacobi, 1863.

Christian Matthias Theodor Mommsen (Garding, 30 de novembro de 1817 – Charlottenburg, 1 de novembro de 1903) foi um historiador alemão.
É considerado um dos maiores especialistas em história da Antiguidade Latina de todos os tempos, e muitos dos seus escritos e compilações de documentos ainda hoje conservam uma importância capital.
Foi agraciado com o Nobel de Literatura de 1902, por se tratar de "o maior mestre vivo da arte da escrita histórica, com uma referência especial à sua obra monumental História de Roma".

## História
Mommsen foi o filho de um Ministro Protestante em Garding Schleswig, e cresceu em Oldesloe que é conhecida agora como Bad Oldesloe. Ele recebeu seus treinamentos básicos e clássicos em sua escola fundamental e seu ginásio em Christianeum em Altona, uma parte alemã de Holstein. De 1838 a 1843 ele estudou jurisprudência na Universidade de Kiel; seu estudo de jurisprudência alemã naquele tempo derivou para um amplo estudo da Lei Romana, esta essência o influenciou na direção de sua pesquisa futura. 
Ele inspirou a sua ideia da inter-relação muito próxima entre o direito e a história, muitos dos seus ensinamentos foram basilares para os escritos de Friedrich Karl von Savigny, um dos fundadores da escola histórica da jurisprudência. Após ter adquirido o mestrado e o doutorado, uma pesquisa fundamental financiada pelo rei da Dinamarca; permitiu que ele dispensasse três anos — entre 1844 a 1847 — na Itália. Durante este tempo a Itália se tornou a sua segunda casa, e um dos seus quartéis generais foi o Instituto Arqueológico Romano, do qual ele conseguia retirar dados para a sua pesquisa. Naquele tempo Mommsen conseguiu conceber o seu plano para o "Corpus Inscriptionum Latinarum", uma coleção compreensiva de inscrições em latim.
Sepultado no Dreifaltigkeitskirchhof II em Berlim.

## Obras
- Römische Geschichte (1854-1856) - História de Roma, 5 volumes
- Römisches Staatsrecht (1871-1888) - Direito Constitucional Romano, 3 volumes
- Römisches Strafrecht (1899) - Direito Criminal Romano